# Brassoppia lamellata
Brassoppia lamellata är en kvalsterart som beskrevs av J. och P. Balogh 1986. Brassoppia lamellata ingår i släktet Brassoppia och familjen Oppiidae. Inga underarter finns listade.